# Samochwałowicze
Samochwałowicze (biał. Самахвалавічы, Samachwaławiczy; ros. Самохваловичи, Samochwałowiczi) – agromiasteczko na Białorusi, w obwodzie mińskim, w rejonie mińskim, nad Ptyczą, administracyjne centrum rady wiejskiej. Wieś leży przy drodze Mińsk-Słuck (А243), około 10 km na południe od Mińska. 
Dawniej wspólną nazwą Samochwałowicze określano miasteczko, wieś i folwark. Dobra samochwałowickie należały na początku XVIII wieku do Chaleckich, potem drogą wiana Anny z Chaleckich przeszły w ręce księcia Albrechta Radziwiłła, starosty rzeczyckiego, następnie drogą posagu w ręce Michała Puzyny. Ten złym zarządzaniem zmarnował dobra, których resztki odziedziczył po nim jego syn Eugeniusz, a po nim - siostra tego ostatniego, Pulcheria, po mężu Sierzpuchowska. Jej córka Zofia wyszła za Waleriana Bucewicza. 
Po parcelacjach na rzecz dłużników, w końcu XIX wieku folwark posiadał jeszcze 20 włók dobrej ziemi i łąk, młyn, dość porządne - jak zaznaczyli autorzy Słownika geograficznego... - zabudowania. Miasteczko wyłącznie żydowskie, liczyło około 40 domów. Jak zaznaczono, miejscowi Żydzi mieli w okolicy smutną sławę koniokradów. Wieś liczyła 22 gospodarstwa. 
Drewniana cerkiew pw. Ducha Świętego, fundacji Radziwiłłów, spłonęła w 1914 roku. Obecna murowana cerkiew pod tym samym wezwaniem, zbudowana po 1990 roku, stoi w innym miejscu. 

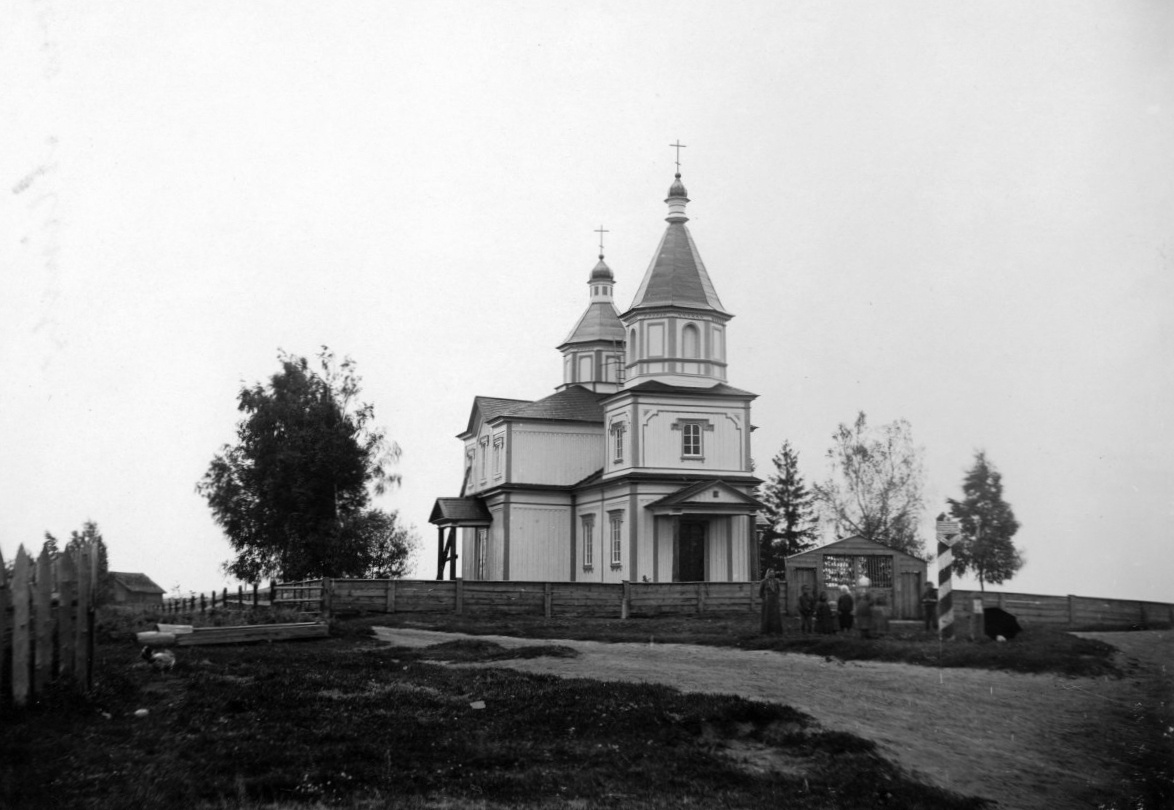
Cerkiew pw. Ducha Świętego, przed 1914 rokiem